# 白玛朗杰
白玛朗杰（藏語：པད་མ་རྣམ་རྒྱལ，威利转写：pad ma rnam rgyal，1955年10月—），西藏丁青人。男，藏族。1976年1月参加工作，1975年7月加入中国共产党。中央民族学院政治系政治专业毕业。
1995年6月，任中共西藏自治区党委宣传部副部长。1996年7月，任中共西藏自治区党委副秘书长。2003年1月，任中共林芝地委书记、人大地区工委主任。2008年1月，任西藏自治区政协副主席、西藏自治区社会科学院院长。2017年2月，兼任西藏自治区政协党组副书记。